# The Independent
The Independent is een Brits dagblad, oorspronkelijk op broadsheet-formaat, daarna op tabloid-formaat en sinds begin 2016 alleen online. De krant is opgericht in 1986 en is daarmee het jongste Britse dagblad. Sinds 25 maart 2010 is Evgeny Lebedev eigenaar.
Voorheen was deze titel in handen van Independent News & Media. Net als alle andere Britse kranten heeft de krant een zondagsuitgave en een magazine, alleen verschijnt het magazine niet op zondag, zoals bij alle andere Britse kranten, maar op zaterdag.
De krant is politiek progressief georiënteerd en heeft ongeveer een half miljoen lezers. Hij wordt vooral door hoogopgeleide rijkeren gelezen, die voornamelijk LibDems en Labour stemmen. The Independent besteedt relatief veel aandacht aan politiek nieuws, met daarover veel kritische columns. Ook zijn er veel bijlagen over wetenschap, literatuur, sport en cultuur. De bekendste rubriek in het blad is de Diary, die The Guardian ook heeft, waarin verschillende columnisten en verslaggevers kritische vraagstukken en columns over politiek, wetenschap en cultuur schrijven. Het magazine besteedt vooral veel aandacht aan wetenschap, kunst en cultuur.
Omdat het woord tabloid in Engeland synoniem staat voor de boulevardpers, noemen Britse kwaliteitsbladen als The Guardian en The Independent, die ook op dit formaat overschakelden, zich liever compact, om niet met de schandaalpers te worden geassocieerd.
Op 12 februari 2016 werd het einde van de papieren edities van The Independent en The Independent on Sunday aangekondigd. Eind maart 2016 rolden de laatste nummers van de persen.